# DP 월드

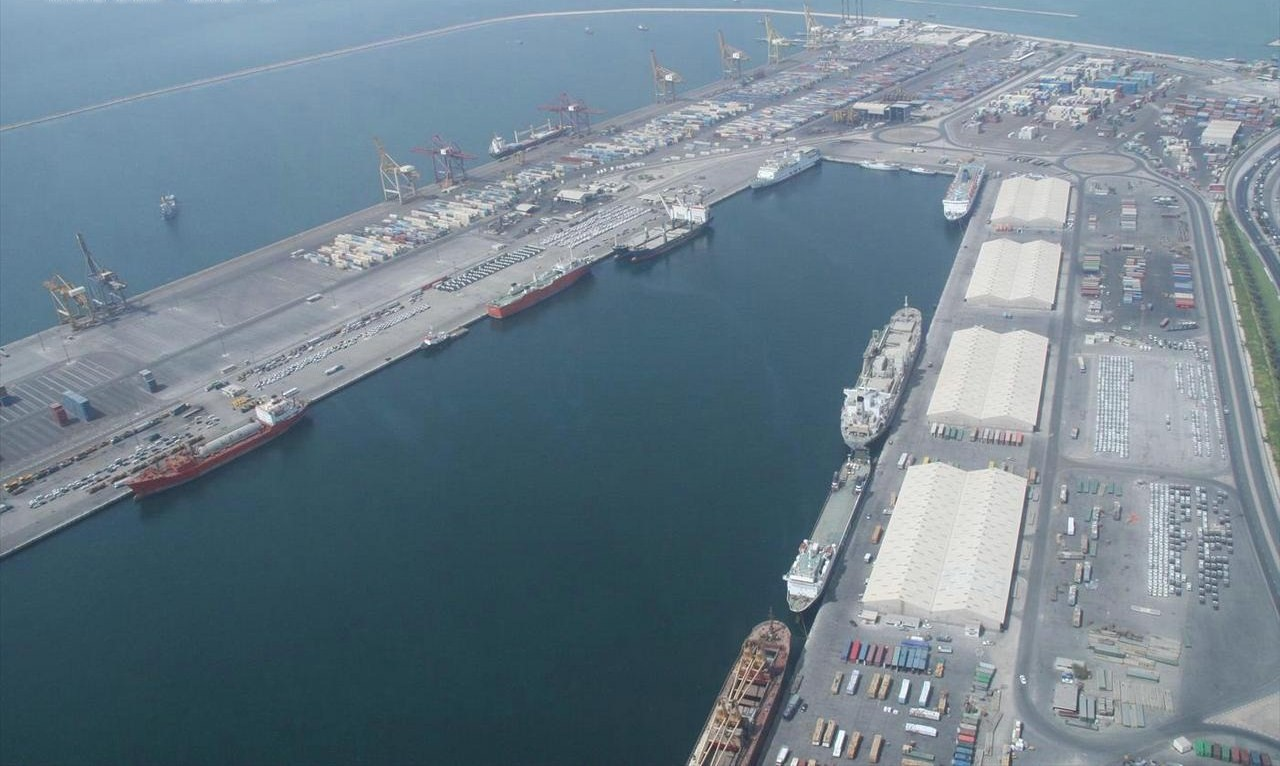

두바이 포츠 월드(Dubai Ports World), DP 월드(DP World)는 아랍에미리트 두바이에 위치한 다국적 물류 회사이다. 화물 물류, 항구 터미널 운영, 해양 서비스, 자유무역지역을 전문으로 한다. 2005년 두바이 포츠 오소리티(Dubai Ports Authority)와 두바이 포츠 인터내셔널(Dubai Ports International)의 합병을 통해 2005년 설립된 DP 월드는 연간 약 70,000개 선박에 의해 수송되는 70,000,000개 컨테이너를 관리한다. 이는 40개국 이상에 존재하는 82개 해양, 내륙 터미널에 해당하는, 전 세계 컨테이너 트래픽 중 약 10%에 맞먹는다. 2016년까지 DP 월드는 주로 글로벌 항구 운영사였으며 그 뒤로 다른 기업들을 인수해오고 있다.